# Борок (Белыничский район)
Боро́к (бел. Барок) — деревня в составе Лебедянковского сельсовета Белыничского района Могилёвской области Белоруссии.

## Гидрография
Рядом с деревней протекает река Малыш, приток реки Друть.

## Население
- 2010 год — 36 человек

## Известные уроженцы
- Старовойтов, Василий Константинович — дважды Герой Социалистического Труда. В годы Великой Отечественной войны боец, помощник начальника штаба 600-го партизанского отряда. В 1957—1968 годах работал директором совхоза «Роднянский» Климовичского района. В 1968—1997 годах — председатель колхоза «Рассвет» имени К. П. Орловского. Заслуженный работник сельского хозяйства БССР. Награждён двумя орденами Ленина, орденами Красной Звезды, Октябрьской революции, Отечественной войны 1 степени, медалями[3].